# Heinz Kaschke
Heinz Kaschke (* 27. März 1916 in Berlin; † 3. August 2002 ebenda) war ein deutscher Politiker (LDP, FDP).
Heinz Kaschke war ein Sohn eines Kürschnermeisters und besuchte das Königstädtische Realgymnasium in Berlin. Von 1928 bis 1933 war er Mitglied der Bündischen Jugend, 1935 macht er das Abitur. Er absolvierte anschließend bei der Deutsch-Südamerikanischen Bank in Berlin eine kaufmännische Lehre, die er 1938 mit der Kaufmannsgehilfenprüfung abschloss. Am 9. September 1937 beantragte er die Aufnahme in die NSDAP und wurde rückwirkend zum 1. Mai desselben Jahres aufgenommen (Mitgliedsnummer 5.587.037). 1939 wurde er von der Wehrmacht eingezogen, leistet bis 1945 Wehrdienst und geriet schließlich in amerikanische Kriegsgefangenschaft.
Nach dem Zweiten Weltkrieg wurde Kaschke 1945 Mitbegründer der Liberal-Demokratischen Partei Deutschlands (LDP) in Halle (Saale), wenige Monate später zog er nach Berlin-Prenzlauer Berg. Dort gründete er 1945 die Pelzbekleidungsfirma „Ernst Kaschke & Sohn KG“, deren Inhaber er bis 1970 blieb. Im Jahr 1956 wechselte er mit seinem Unternehmen nach West-Berlin und wurde Mitglied der FDP. 1960 rückte er in die Bezirksverordnetenversammlung im Bezirk Charlottenburg nach, dessen Vorsitzender er von 1960 bis 1967 war. Bei der Berliner Wahl 1963 wurde Kaschke in das Abgeordnetenhaus von Berlin gewählt und blieb bis 1976 dessen Mitglied. Von 1963 bis 1967 war er Landesschatzmeister in Berlin, von 1967 bis 1981 Landesgeschäftsführer der FDP Berlin. Im September 1976 schied er aus dem Parlament aus, sein Nachrücker wurde daraufhin Jürgen Kunze. Im Jahr 1980 übernahm Kaschke das Amt des Schatzmeisters des Vereins Walter-Rathenau-Stift.

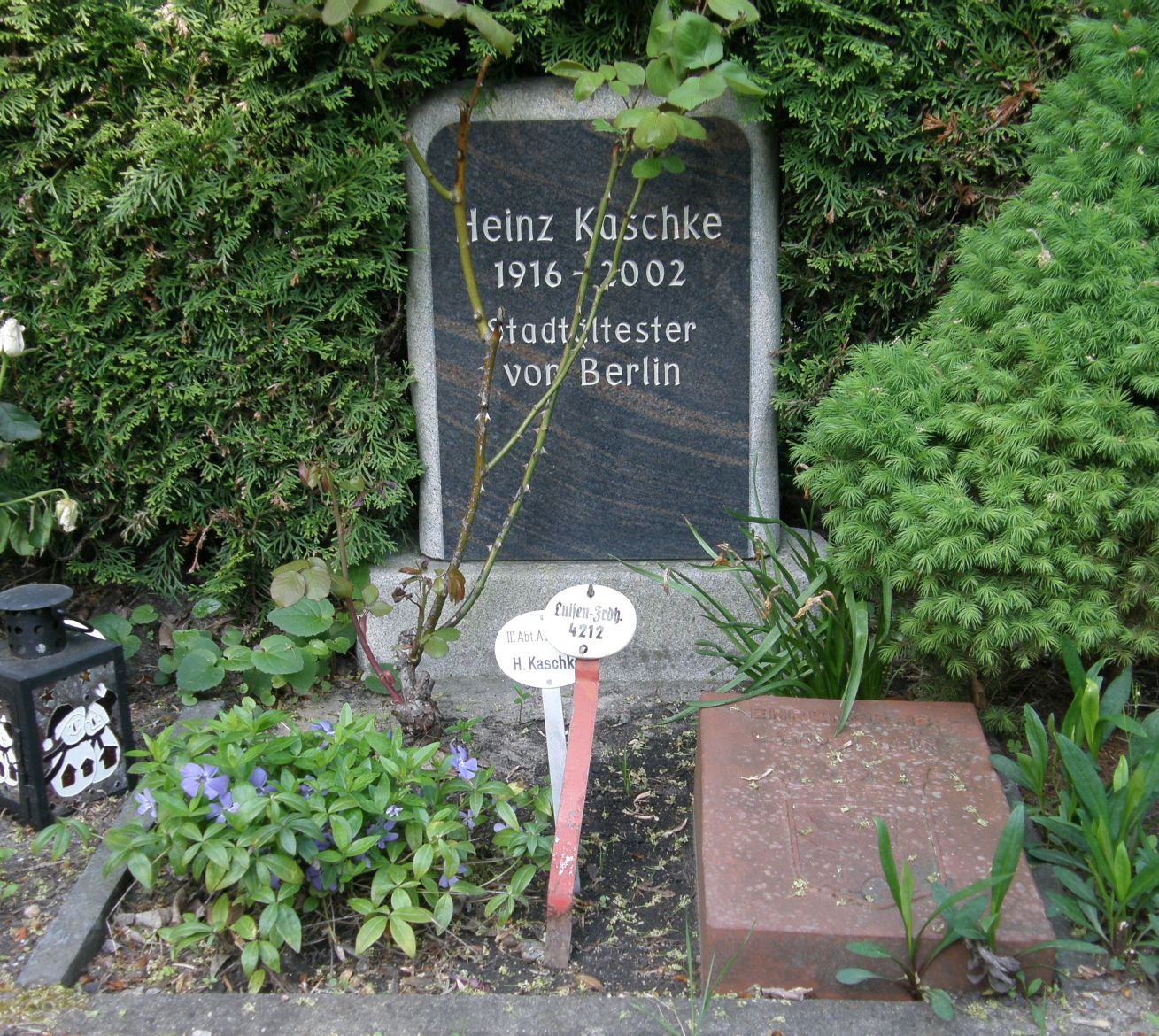
Ehrengrab von Heinz Kaschke

Kaschke wurde 1976 das Bundesverdienstkreuz am Bande verliehen. 1981 wurde er als Stadtältester von Berlin geehrt. Er war verheiratet und lebte in Berlin-Charlottenburg in der Schloßstraße. Nach seinem Tod wurde er am Luisenfriedhof III in Berlin-Westend mit einem Ehrengrab der Stadt Berlin beerdigt.